# Lovecraft: A Look Behind the Cthulhu Mythos
Lovecraft: A Look Behind the Cthulhu Mythos est un essai de Lin Carter publié en 1972 par Ballantine Books.
L'introduction note que le livre « ne prétend pas être une biographie de H.P. Lovecraft », mais le présente plutôt comme l'« histoire de la popularité croissante du soi-disant mythe de Cthulhu ».

## Le mythe de Cthulhu
Le mythe de Cthulhu est le système d'entités, de livres et de lieux imaginaires initialement inventé par Lovecraft puis repris par d'autres écrivains. Carter prend un intérêt particulier à noter les extraits des histoires où les prémices du mythe apparaissent pour la première fois, et à retracer leur réapparition dans les nouvelles ultérieures.
Le livre s'efforce de déterminer pour chaque histoire de Lovecraft si elle « appartient au mythe de Cthulhu » ou non. Son exigence pour inclure une histoire dans cette liste est qu'elle doit « nous présenter un élément d'information significatif du mythe, contribuant ainsi à fournir des informations importantes au corpus commun du mythe ».
Il exclut par ce critère des histoires telles que La Couleur tombée du ciel et L'Affaire Charles Dexter Ward, malgré les mentions d'Arkham et de l'université de Miskatonic dans la première, et les références dans la seconde à Yog-Sothoth et au Necronomicon. Il écrit que « la simple mention d'une notion du mythe dans une histoire par ailleurs indépendante ne constitue pas une preuve qu'elle appartient au mythe, et que de telles histoires « n'empruntent pas ou ne s'appuient pas sur les principes du mythe », et « ne contribuent pas non plus à une nouvelle partie de l'univers des futures histoires du mythe ».
Il affirme qu'au moins une histoire n'appartient pas au mythe pour le simple fait qu'elle ne rentre pas dedans. Il écrit qu'« en dépit des critères établis, La Quête onirique de Kadath l'inconnue n'appartient définitivement pas au mythe ». Il se base pour cela sur le fait que « Lovecraft a écrit deux cycles de contes, [...] ayant certainement un même univers en commun, mais chacun est et doit être considéré comme périphérique à l'autre ». La plupart des critiques et lecteurs de Lovecraft classent cette nouvelle dans le cycle du rêve.

## Liste des histoires du mythe de Cthulhu selon Carter
1. La Cité sans nom
2. Le Molosse
3. Le Festival
4. L'Appel de Cthulhu
5. L'Abomination de Dunwich
6. Celui qui chuchotait dans les ténèbres
7. La Maison de la sorcière
8. Les Montagnes hallucinées
9. Le Cauchemar d'Innsmouth
10. Dans l'abîme du temps
11. Celui qui hantait les ténèbres
12. Le Monstre sur le seuil
13. Histoire du Necronomicon (court essai)
14. Fungi de Yuggoth (en) (poème)

## Critiques sur Lovecraft
Carter écrit en qualité de lecteur assidu de Lovecraft, mais pas sans esprit critique. Sur l'œuvre de Lovecraft, il écrit :

« Il n'a aucune capacité pour créer un personnage ou écrire des dialogues. Sa prose est guindée, artificielle, affectée. Elle est également très écrasée, verbeuse et nage dans les adjectifs. Son scénario est souvent mécanique, et son principal dispositif stylistique, qui devient ennuyeux, est le simple truc de retenir la révélation finale jusqu'à la dernière phrase - puis de l'imprimer en italique, vraisemblablement pour maximaliser sa valeur de choc. »

Carter écorche fréquemment Lovecraft pour son manque de professionnalisme et condamne sans détour ce qu'il considère comme le racisme, la xénophobie et l'antisémitisme de Lovecraft :

« Sa détestation des « Juifs et des étrangers » était quelque chose de plus que simplement le snobisme d'une personne de « pure » origine anglaise, aigrie par le provincialisme de ses origines dans le Rhode Island. C'était, je suppose, presque sinon réellement pathologique. »